# Pflanzenkoeffizient
Der Pflanzenkoeffizient (Kc-Wert) wird in der Landwirtschaft genutzt um den Wasserverbrauch einer Pflanze zu berechnen. Erstmals ermittelt wurde der Pflanzenkoeffizient an der Forschungsanstalt Geisenheim mit Hilfe von Lysimetern.
Der Kc-Wert unterscheidet sich von Pflanze zu Pflanze und ändert sich während der Wachstumsphase einer Pflanze, wobei der Wert meist zunimmt, die Pflanze also mehr Wasser benötigt.
Der Kc-Wert stellt somit einen Korrekturfaktor dar der zusammen mit der Referenzverdunstung über einer idealen Grasfläche (ETo, nach Penman) den Wasserverbrauch einer bestimmten Pflanze ermittelt. Zieht man davon den Niederschlag ab, erhält man außerdem einen Anhaltswert, wie viel Wasser von der Pflanze für ein optimales Wachstum noch benötigt wird.
```
Kc * ETo = Wasserverbrauch der Pflanze
```

```
Wasserverbrauch der Pflanze - Niederschlag = Wasserbilanz
```

## Weiterführende Literatur
- Leitfaden zur Beregnung landwirtschaftlicher Kulturen (PDF; 647 kB), Land Brandenburg LVLF, 2005
- Kc-Werte und Beispiele für Petersilie, Botanik Forschungsanstalt Geisenheim
- Umweltgerechte Landbewirtschaftung (PDF; 337 kB), Land Baden-Württemberg, 2002 (ab Seite 7)